# Ogasawarana discrepans
Ogasawarana discrepans е вид коремоного от семейство Helicinidae.

## Разпространение
Видът е разпространен в Япония (Бонински острови).